# Rozhľadňa (Zemplínské vrchy)
Rozhľadňa je nejvyšší kopec Zemplínských vrchů o nadmořské výšce 469 m. Nachází se v nejvyšší, centrální části pohoří nad obcemi Velká Tŕňa a Kašov. Na vrchol, který je zalesněný a nenabízí výhledy, nevede žádná značená cesta.